# Panicum xerophilum
Panicum xerophilum là một loài thực vật có hoa trong họ Hòa thảo. Loài này được (Hildebr.) Hitchc. mô tả khoa học đầu tiên năm 1922.

## Hình ảnh

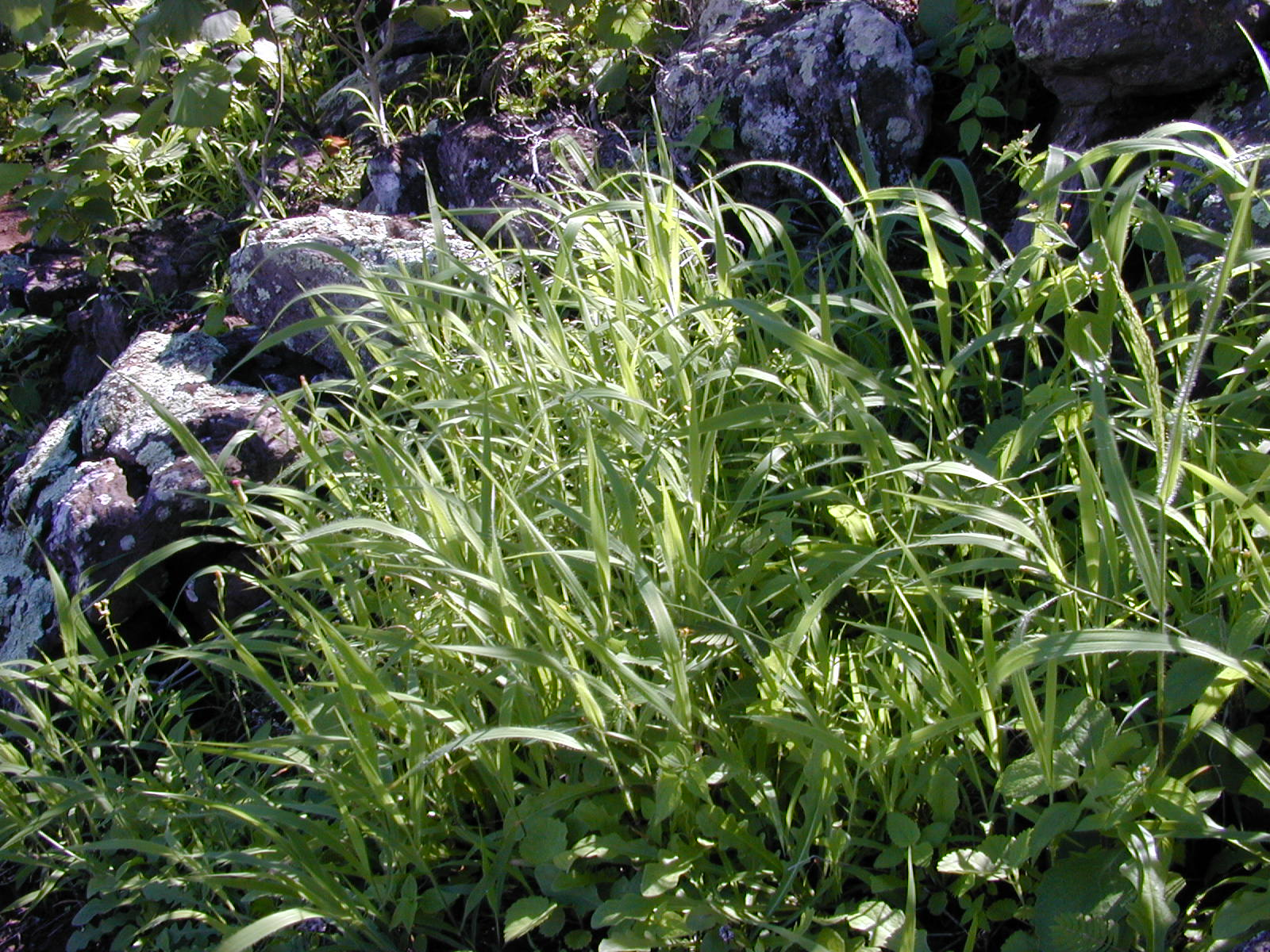
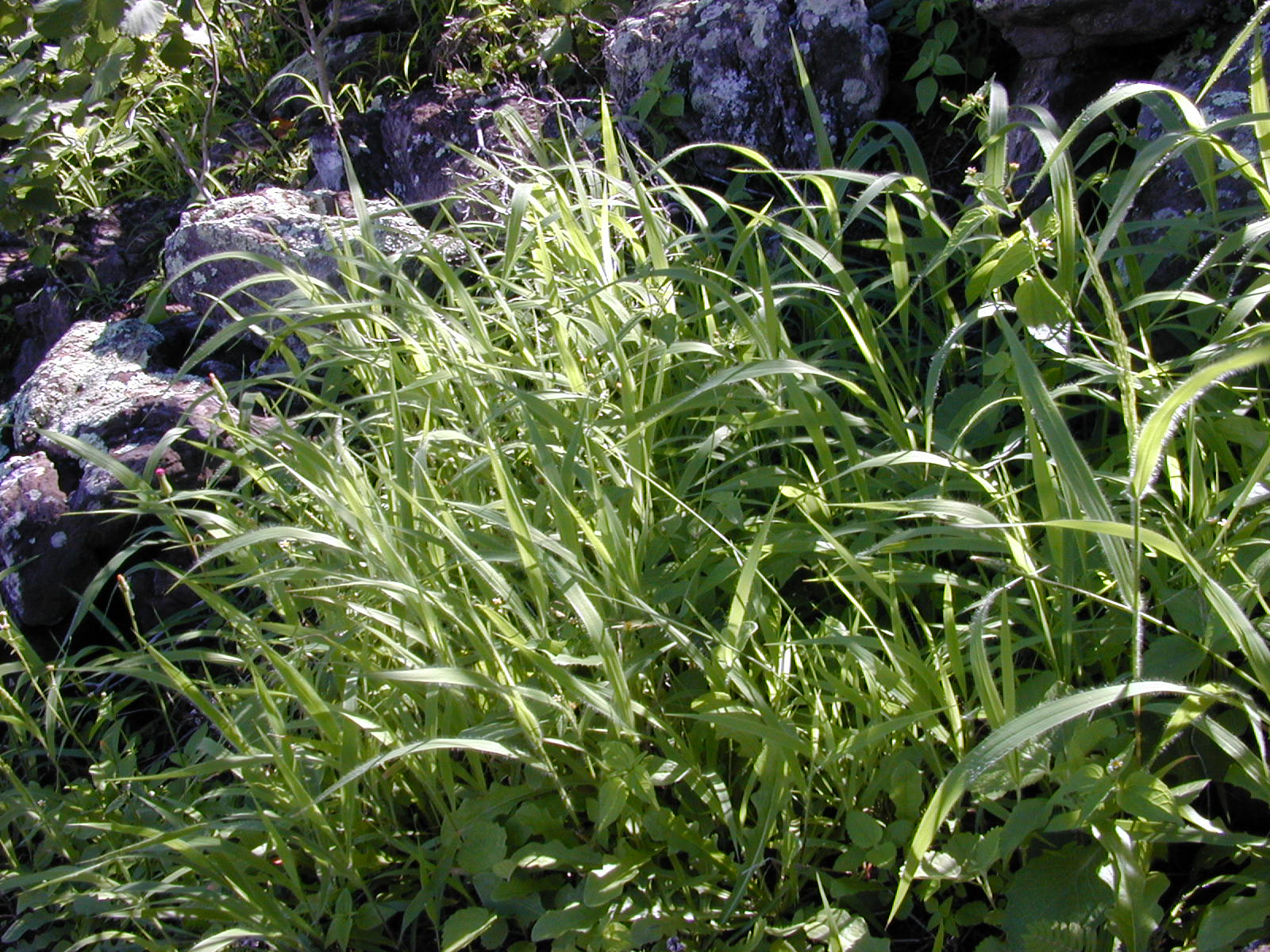
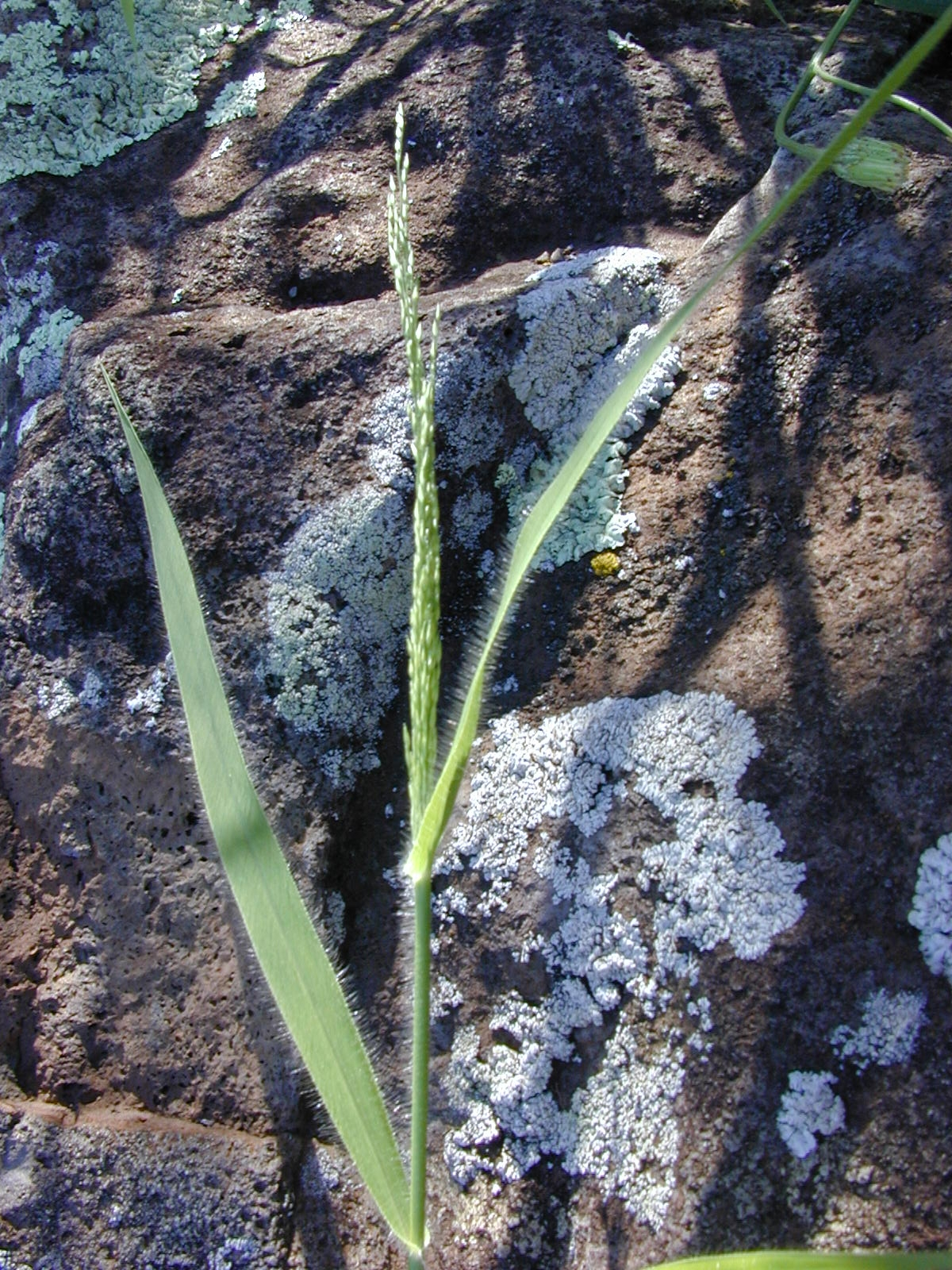
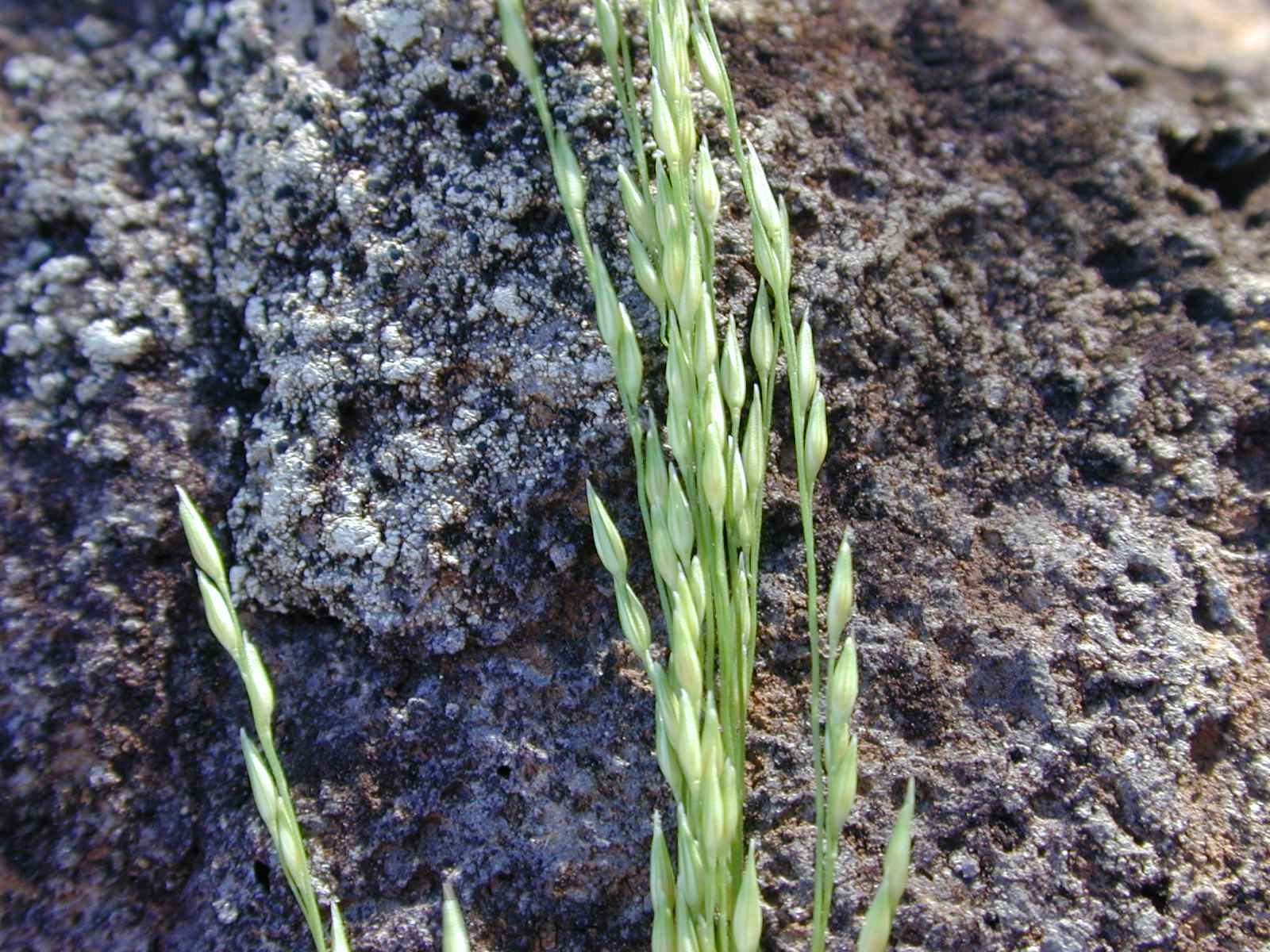